# Fanny Brena
Fanny Brena (Buenos Aires, Argentina, 1898 - ibídem, 1978) fue una prestigiosa directora teatral y actriz argentina de cine y teatro.

## Carrera
Brena fue una primera actriz con una extensa carrera que nació con el viejo teatro y se traspasó al cine en dos filmes durante la época dorada argentina. 
Fue una de las figuras más conocidas del teatro ídish especialmente en el género de la comedia. Tenía el don de una simpatía natural que conquistaba inmediatamente al público. Su iniciación fue en el Teatro Judío con quien trabajaría a otras personalidades famosas como Berta Singerman y Mauricio Moscovich.
En 1946 forma parte del jurado del Primer Concurso Nacional de Teatro Vocacional.
En la década de 1950, se dedicó a la docencia del arte escénico tras el nombramiento realizado por la Comisión de Cultura de Vicente López.
Dirigió la compañía de la Comisión Nacional de Cultura con la que debuta en la provincia de La Rioja, Argentina, con la obra El mundo de la farsa en 1949.

## Filmografía
- 1957: Fantoche
- 1964: Máscaras en otoño[5]

## Televisión
En 1960 hizo Ciclo de Gran Teatro / Ciclo de Gran Teatro Alba, con la obra Viaje a Biarritz de Jean Sarment, con Ubaldo Martínez, Fernando Siro, María Elena Sagrera, y Adolfo Linvel.

## Teatro
En 1920 trabajó junto a los actores Orestes Caviglia, Silvia Parodi, Juan Mangiante, Gloria Ferrandiz y Nicolás Fregues.
A comienzos de la década de 1930 formó una cooperativa con Ilde Pirovano, Milagros de la Vega, Carlos Perelli, Mario Soffici, Francisco Petrone, Orestes Caviglia, Sebastián Chiola y Alberto Candeau, que preparó el estreno en el Sodre de Montevideo un repertorio universal de La cruz de los caminos, del uruguayo Justino Zavala Muniz.
En el Teatro Municipal forma una compañía con Eliseo Gutiérrez con un variado repertorio de autores nacionales y extranjeros, como González Castillo, Enrique García Velloso, Folco Testena, Oscar Wilde, Roso de San Secondo, Pedro Pico, Jacob Jordin y Carlos Schaefer Gallo. En su personal estaba la joven actriz Sofía Guerrero. 
Trabajó en Europa donde hace Labios pintados, y Asia. fue primera actriz por varias temporadas del teatros como el Ateneo, Sarmiento y Cervantes.
Entre otras de las obras teatrales en la que incursiona están:
- La señorita mamá, estrenada en Madrid.
- La corona, junto al actor Manuel Azaña.
- El amo del mundo (1927) de Alfonsina Storni, estrenada en el Teatro Nacional Cervantes.
- La revolución de las macetas (1946), de J. Pérez Carmona, dirigida por Juan José Bertonasco en el Teatro San Martín. En el elenco también estaban Luisa Vehil, Marcos Zucker, Thelma Biral, Luis Brandoni y Adolfo García Grau.[8]
- Casa Paterna (1928) de Hermann Sudermann.
- Jasia, la huérfana (1930).[9]
- La que no llegó (1948), obra de Nené Cascallar, , dirigida por Esteban Serrador en el Teatro Empire. Con Ilde Pirovano, Luisa Vehil, Alberto Closas y Alberto Terrones.[10]
- Esta noche soy un yanqui (1959), de Abel Santa Cruz, estrenada en el Teatro Smart con Pablo Palitos, Alfredo Arrocha, Alejandro Maximino, Noemí Laserre y Antonio Provitilo.
- El casado infiel  (1960), estrenada en el Teatro Smart, junto con Pablo Palitos, Noemí Laserre, Alejandro Maximino, Sonia Ontiveros, Lucila Sosa, Norma Montana, Tita Gutiérrez, Alfredo Distacio y Mónica Olivié.
- El gorro de cascabeles (1965)
- Stéfano (1965)
- Luces de bohemia (1967), de Ramón del Valle-Inclán, dirigida por Pedro Escudero, en el Teatro Municipal San Martín.[11]

Con su propia Compañía teatral dirigió decenas de obras durante 1936 y 1946
como: 
- Amor (1935), de Oduvaldo Vianna.
- Cuando las papas queman
- Safo
- Los soñadores
- La virgencita de madera
- La conquista
- Colombina
- Más allá de la razón
- La señora Marquesa
- El carnaval del diablo
- La madrecita
- La maldad desinteresada
- Las sacrificadas

## Vida privada
Estuvo casada por varias décadas con el popular empresario, director, autor y escritor uruguayo Juan León Bengoa.